# Rochecolombe
Rochecolombe település Franciaországban, Ardèche megyében. Lakosainak száma 222 fő (2022. január 1.). Rochecolombe Lagorce, Saint-Germain, Saint-Maurice-d’Ardèche, Saint-Maurice-d’Ibie, Villeneuve-de-Berg és Vogüé községekkel határos.

## Népesség
A település népessége az elmúlt években az alábbi módon változott:
| Lakosok száma | 178  | 167  | 131  | 214  | 228  | 211  | 211  | 216  | 218  | 222  |
|               | 1968 | 1982 | 1990 | 2006 | 2013 | 2015 | 2017 | 2019 | 2020 | 2022 |